# Comuna Căiuți, Bacău
Căiuți (în maghiară Kájuc) este o comună în județul Bacău, Moldova, România, formată din satele Blidari, Boiștea, Căiuți (reședința), Florești, Heltiu, Mărcești, Popeni, Pralea și Vrânceni.

## Așezare
Comuna se află în extremitatea sudică a județului, la limita cu județul Vrancea, pe malurile Trotușului. Este traversată de șoseaua națională DN11A, care leagă Oneștiul de Adjud.

## Demografie
Componența etnică a comunei Căiuți
     Români (89,95%)
     Romi (2,87%)
     Alte etnii (0,06%)
     Necunoscută (7,11%)
Componența confesională a comunei Căiuți
     Ortodocși (75,77%)
     Romano-catolici (10,83%)
     Greco-catolici (3,57%)
     Penticostali (1,99%)
     Alte religii (0,52%)
     Necunoscută (7,32%)
Conform recensământului efectuat în 2021, populația comunei Căiuți se ridică la 4.766 de locuitori, în scădere față de recensământul anterior din 2011, când fuseseră înregistrați 5.252 de locuitori. Majoritatea locuitorilor sunt români (89,95%), cu o minoritate de romi (2,87%), iar pentru 7,11% nu se cunoaște apartenența etnică. Din punct de vedere confesional, majoritatea locuitorilor sunt ortodocși (75,77%), cu minorități de romano-catolici (10,83%), greco-catolici (3,57%) și penticostali (1,99%), iar pentru 7,32% nu se cunoaște apartenența confesională.

## Politică și administrație
Comuna Căiuți este administrată de un primar și un consiliu local compus din 15 consilieri. Primarul, Gabriel Orândaru[*], de la Partidul Social Democrat, este în funcție din 2016. Începând cu alegerile locale din 2024, consiliul local are următoarea componență pe partide politice:
|  | Partid                          | Consilieri | Componența Consiliului | Componența Consiliului | Componența Consiliului | Componența Consiliului | Componența Consiliului | Componența Consiliului | Componența Consiliului | Componența Consiliului | Componența Consiliului | Componența Consiliului | Componența Consiliului |
|  | ------------------------------- | ---------- | ---------------------- | ---------------------- | ---------------------- | ---------------------- | ---------------------- | ---------------------- | ---------------------- | ---------------------- | ---------------------- | ---------------------- | ---------------------- |
|  | Partidul Social Democrat        | 11         |                        |                        |                        |                        |                        |                        |                        |                        |                        |                        |                        |
|  | Partidul Național Liberal       | 3          |                        |                        |                        |                        |                        |                        |                        |                        |                        |                        |                        |
|  | Alianța pentru Unirea Românilor | 1          |                        |                        |                        |                        |                        |                        |                        |                        |                        |                        |                        |

## Istorie
La sfârșitul secolului al XIX-lea, comuna făcea parte din plasa Trotușul a județului Bacău și avea în compunere satele Negoiești, Căiuțu, Popeni și Pralea, având în total 1697 de locuitori ce trăiau în 456 de case. În comună funcționau o școală mixtă cu 15 elevi (dintre care 5 fete) înființată în 1865, patru biserici ortodoxe (una în fiecare sat) și una catolică la Pralea, iar principalii proprietari de pământ erau moștenitorii lui Răducanu Rosetti, dintre care soția generalului G. Catargiu deținea cea mai mare parte. Anuarul Socec din 1925 o consemnează în aceeași plasă, având 2178 de locuitori în satele Blidari, Căiuți, Căiuți-Târgușor, Mărcești, Popeni și Pralea. Comuna avea în 1931 următoarea componență: Blidari, Boiștea Boierească, Boiștea Galin, Boiștea Răzești, Căiuți Sat, Căiuți Târg, Flocești, Heltiu, Mărcești, Popeni, Pralea și Vrânceni, după ce satul Negoiești a fost transferat comunei Borzești a cărei reședință a devenit, primind în schimb câteva din satele comunei Jevreni, desființată.
În 1950, comuna a trecut la raionul Târgu Ocna din regiunea Bacău și în 1964 satul Flocești a devenit Florești. În 1968, ea a revenit la județul Bacău, reînființat, satul Căiuți-Târg luând numele de Căiuți.

## Monumente istorice
În comuna Căiuți se află ansamblul conacului Rosetti (secolele al XIX-lea–al XX-lea), monument istoric de arhitectură de interes național aflat în satul Căiuți. Ansamblul este format din conac (1846) și parc (amenajat de-a lungul secolului al XIX-lea). În rest, un singur obiectiv din comună este inclus în lista monumentelor istorice din județul Bacău, fiind clasificat tot ca monument de arhitectură — biserica de lemn „Sfântul Nicolae” din satul Pralea, ridicată în 1755 și refăcută în 1774 și 1810.

## Personalități din Căiuți
- Lavinia Agache, gimnastă[15]
- Radu R. Rosetti ,[16] istoric militar